# William Passmore
William Thomas Passmore (St. Louis, 6 settembre 1886 – St. Louis, 9 maggio 1955) è stato un giocatore di lacrosse statunitense, vincitore di una medaglia d'argento nel lacrosse maschile a squadre ai Giochi della III Olimpiade.
È il fratello di George Passmore.

## Palmarès
In carriera ha conseguito i seguenti risultati:
- Giochi olimpici

Saint Louis 1904: argento nel lacrosse maschile a squadre.